# Hemerobius bispinus
Hemerobius bispinus is een insect uit de familie van de bruine gaasvliegen (Hemerobiidae), die tot de orde netvleugeligen (Neuroptera) behoort. 
Hemerobius bispinus is voor het eerst wetenschappelijk beschreven door Banks in 1940.